# نیلز رم
نیلز رم (انگلیسی: Nils Ramm; ۱ ژانویهٔ ۱۹۰۳ – ۸ نوامبر ۱۹۸۶) بوکسور اهل سوئد بود.